# Penestomus planus
Penestomus planus är en spindelart som beskrevs av Simon 1902. Penestomus planus ingår i släktet Penestomus och familjen sammetsspindlar. Inga underarter finns listade i Catalogue of Life.